# Hiperzvuk
Hiperzvuk je područje zvučnih titraja nečujnih ljudskom uhu i frekvencije veće od 1 milijardu herca (109 Hz), dakle iznad ultrazvuka (20 kHz do 109 Hz). Hiperzvuk se javlja na primjer pri titranju uzbuđenih kristalnih rešetaka u čvrstim tvarima.

## Hiperzvučna brzina
Hiperzvučna brzina je brzina veća od peterostruke brzine zvuka u zraku (veća od 5 Machova broja ili 5 maha).

## Ultrazvuk
Ultrazvuk su zvučni valovi kojima je frekvencija veća od gornje granice osjetljivosti čovječjeg uha, to jest veća od približno 20 000 Hz. Kada je frekvencija zvučnog vala veća od 109 Hz, govori se o hiperzvuku. Valne duljine ultrazvučnih valova u zraku iznose do 0,5 μm, a u tekućinama i čvrstim tijelima veće su oko 4 do 12 puta, zbog veće brzine širenja ultrazvuka. U prirodi se ultrazvuk pojavljuje uz zvučne valove, a umjetno se može proizvesti ultrazvučnim generatorima, odnosno pretvaračima drugih oblika energije u energiju ultrazvučnih valova.
Neke životinje (na primjer psi, dupini, šišmiši, miševi) mogu čuti ultrazvuk jer imaju višu gornju graničnu frekvenciju od čovjeka. Mlađe osobe, a posebno djeca, mogu čuti neke zvukove visokih frekvencija. Što je čovjek stariji, gornja granica čujnosti mu pada, što znači da sve slabije čuje zvukove visokih frekvencija. Visoke zvučne frekvencije sastavni su dio spektra frekvencija koje proizvodi neki izvor zvuka, a spektar zvučnih frekvencija čini boju zvuka. Opadanjem čujnosti visokih frekvencija starenjem, starijim ljudima se mijenjaju i boje zvuka, što znači da simfonijski orkestar ili zvuk violine drugačije čuje dijete od šest, odrastao čovjek od 30 ili starac od 80 godina. Najpoznatija primjena ultrazvuka je u medicini - ultrazvučna dijagnostika (na primjer transkranijalni dopler), no koristi se i u mnoge druge svrhe (otkrivanje jata riba i podmornica, takozvani sonar). Princip korištenja je vrlo jednostavan: odašilje se ultrazvučni val, koji se odbija od prepreke te se prema vremenu potrebnom da se val vrati određuje udaljenost i oblik tijela.